# Russell Mwafulirwa
Russel Mwafulirwa, född 24 februari 1983 i Zomba, är en malawisk fotbollsspelare. Efternamnet har skapat tungvrickning hos de flesta TV- & radiokommentatorer samt bortaspeakers. Rätt uttal ska, enligt honom själv, vara [moá-foli-roá].